# Вулиця Мартина Небаби (Чернігів)
Вулиця Мартина Небаби — вулиця в Новозаводському і частково Деснянському районах міста Чернігова, в історичній місцевості (районі) Червоний Хутір. Пролягає від вулиці Любецької до тупика біля Цегляної вулиці.
Прилучаються вулиці Андрія Мовчана, Довга, Кругова, Червона, Василя Прохорського, Декабристів, 1 Гвардійської армії, проспект Миру.
За назвою вулиці іменується зупинка громадського транспорту, розташована на проспекті Миру.

## Історія
У 1920-ті роки в західному напрямку від вулиці Т. Г. Шевченка була прокладена Новошевченківська вулиця. У 1930-і роки в східному напрямку від вулиці Т. Г. Шевченко прокладена Цегляна вулиця, а також вулиця Ніцберга, яка змінювала в західному напрямку Новошевченківську вулицю.
У 1955 році вулиця Ніцберга, Новошевченківська вулиця, частина (кінець) Цегляної вулиці об'єднано в одну вулицю Боженка — на честь учасника Громадянської війни 1918—1922 років В. Н. Боженка.
12 лютого 2016 року вулиця отримала сучасну назву — на честь чернігівського полковника часів національно-визвольної війни на Сіверщині в 1648—1651 роках Мартина Небаби, згідно з Розпорядженням міського голови В. А. Атрошенко Чернігівської міської ради № 46-р «Про перейменування вулиць і провулків міста».

## Забудова
Парна та непарна сторони зайняті садибною забудовою, тільки кінець вулиці (після перетину з проспектом Миру) — багатоповерхова житлова (9-поверхові будинки) і нежитлова забудова .
Установи:
1. будинок № 106 — Чернігівська меблева фабрика[4].

Вулиця на перехресті з вулицею Декабристів перетинає струмок Чорторийка.